# 神奈川臨海鉄道水江線

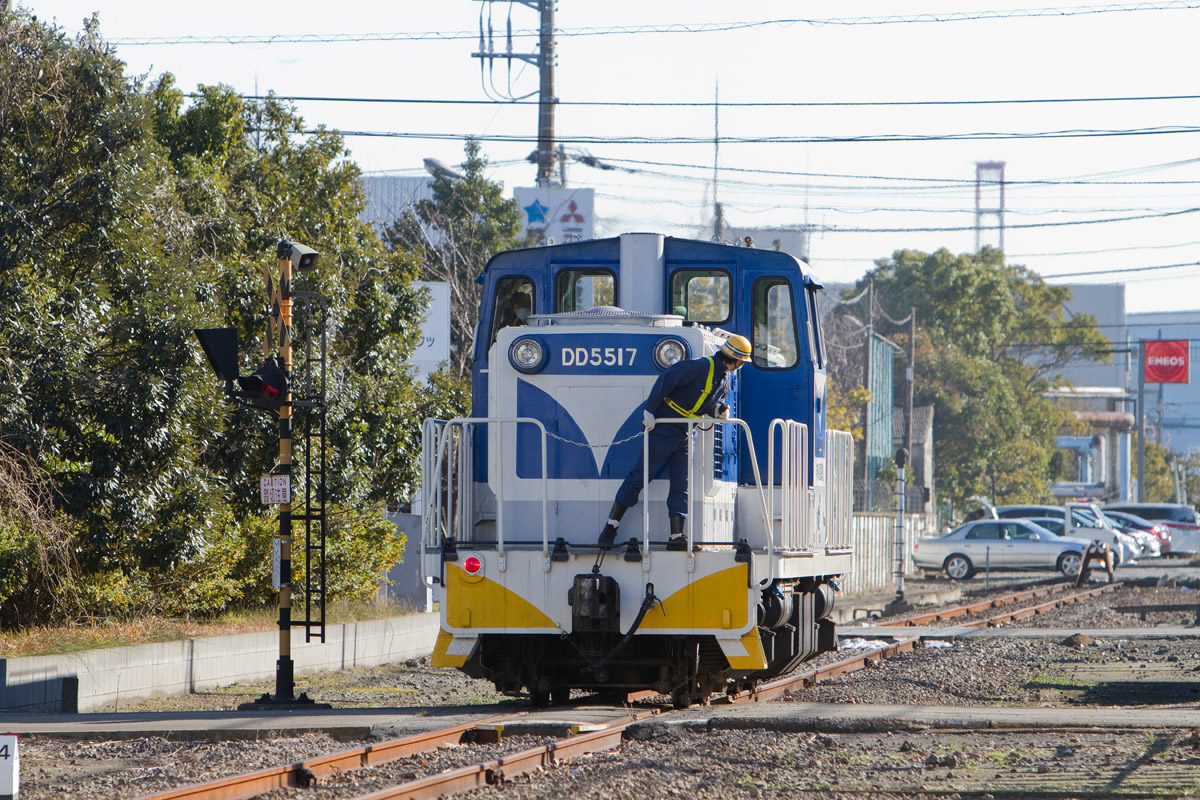
水江線をゆく線路保守列車(2013年1月18日)

水江線（みずえせん）は、かつて神奈川県川崎市川崎区の川崎貨物駅から水江町駅までを結んでいた神奈川臨海鉄道の鉄道路線である。
かつては、他線と同じく沿線の京浜工業地帯の工場への多数の引き込み線を備えた路線であったが、廃止時点ではそのすべてが撤去されており、晩年の定期列車の設定は線路保守が主目的の1両運転のディーゼル機関車（単機）の1往復のみで、その他は乗務員訓練のための列車が不定期に運転されているのみであった。

## 路線データ

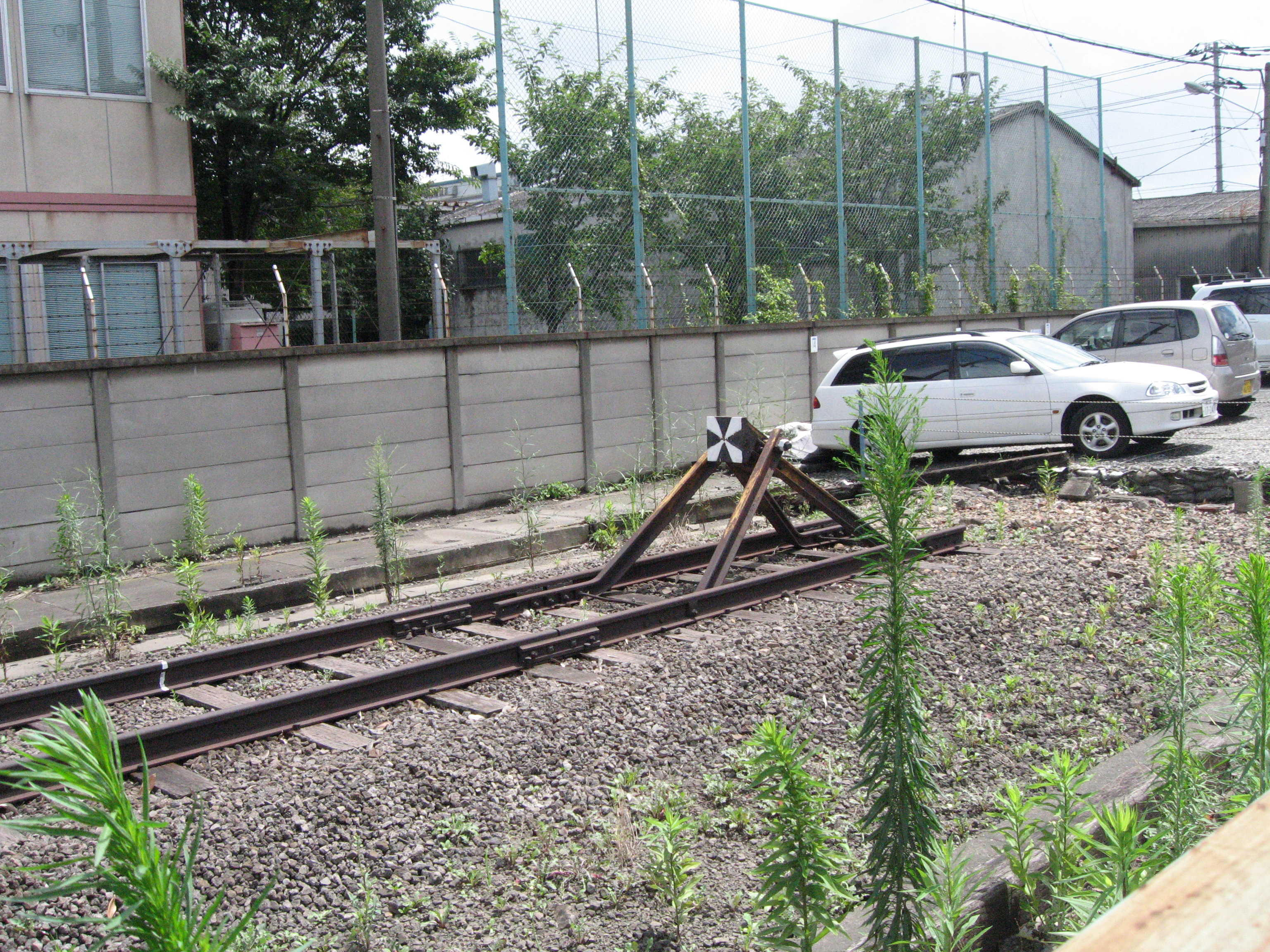
終点(2006年8月17日撮影)

- 路線距離（営業キロ）：2.6km
- 軌間：1067mm
- 駅数：2駅（起終点駅含む）
- 複線区間：なし（全線単線）
- 電化区間：なし（全線非電化）
- 閉塞方式：スタフ閉塞式

## 運行形態
前述の通り、廃止時点で設定されていた定期列車は、線路保守のための錆取り列車として運転される単機1往復のみで、その他に乗務員訓練のため、単機列車が不定期に運転されていた。なお、場合によっては長物車や車掌車などの貨車を連結して訓練を行うことがあった。

## 歴史
- 1964年（昭和39年）3月25日 - 塩浜操 - 水江町間が開業。
- 1990年（平成2年）3月10日 - 塩浜操駅を川崎貨物駅に改称。
- 2017年（平成29年）9月30日 - 臨港道路東扇島水江町線整備事業[2]による道路拡幅の用地捻出のため廃止[3][4]。2018年3月まで線路撤去作業が行われた。

日本鋼管京浜製鉄所、東亜石油京浜製油所、日立造船神奈川工場、東洋ガラス川崎工場への引き込み線があった。

## 駅一覧
川崎貨物駅 - 水江町駅

## 接続路線
- 川崎貨物駅：東海道本線（貨物支線）・神奈川臨海鉄道浮島線・千鳥線